# Ulee Ceubrek
Ulee Ceubrek is een bestuurslaag in het regentschap Aceh Utara van de provincie Atjeh, Indonesië. Ulee Ceubrek telt 184 inwoners (volkstelling 2010).